# Raimundo Bellico Sobrinho
Raimundo Bellico Sobrinho (também grafado como Raymundo) foi um empresário e político brasileiro, com destacada atuação na Zona da Mata Mineira, especialmente nos municípios de Ponte Nova e Amparo do Serra. Foi prefeito de Ponte Nova entre 1959 e 1963, e prefeito de Amparo do Serra eleito entre 1988 e 1992. É reconhecido como a principal figura por trás da emancipação política deste último.

## Biografia
Raimundo Bellico Sobrinho foi casado com Maria Barbosa Bellico. O casal teve um filho, Roberto Barbosa Bellico, que também seguiu carreira política, sendo eleito prefeito e vereador por múltiplos mandatos em Amparo do Serra, dando continuidade à influência da família na região. Por meio de seu casamento, tornou-se tio por afinidade de Antônio Bartolomeu, a quem orientou no início de sua carreira empresarial.

## Carreira Empresarial

### Comércio de Café em Amparo do Serra
Antes de sua carreira política, Bellico Sobrinho era um proeminente empresário em Amparo do Serra, descrito como um "grande exportador de café". Além de cultivar em suas próprias terras, ele comprava a produção de outros agricultores locais e exportava para São Paulo, então o principal centro econômico do país.

### Sociedade em Ponte Nova
Em 1947, Bellico expandiu seus negócios para Ponte Nova, fundando a Belico Bartolomeu & Cia. Ltda. em sociedade com Francisco Bartolomeu e Antônio Bartolomeu. A empresa, registrada em 16 de dezembro de 1946, atuava no ramo de tecidos, calçados e armarinhos. Devido à necessidade de se dedicar aos seus negócios de café, Bellico afastou-se da gestão diária da loja, futuramente saindo da sociedade, que viria a se tornar a Bartofil Distribuidora.

## Carreira Política

### Prefeito de Ponte Nova
Filiado ao PFL, Raimundo Bellico Sobrinho foi eleito prefeito de Ponte Nova, exercendo o mandato entre 1959 e 1963.

### Emancipação de Amparo do Serra
O maior legado político de Bellico Sobrinho foi sua liderança no processo de emancipação de Amparo do Serra, que até então era um distrito de Ponte Nova. A autonomia do novo município foi oficializada pela Lei Estadual nº 2.764, de 30 de dezembro de 1962, e sua instalação ocorreu em 1º de março de 1963, durante o final de seu mandato como prefeito de Ponte Nova. Sua atuação foi crucial, utilizando sua posição como chefe do executivo do município-mãe para viabilizar a criação da nova entidade municipal.

### Prefeito de Amparo do Serra
Em 15 de novembro de 1988, Raimundo Bellico Sobrinho foi eleito prefeito de Amparo do Serra, pelo PFL, consolidando sua influência política na cidade que ajudou a fundar.

## Legado e Homenagens Póstumas
No campo político, sua principal realização foi a criação do município de Amparo do Serra.
Em Amparo do Serra, a praça principal da cidade foi nomeada Praça Raymundo Belico Sobrinho em sua homenagem, sendo palco dos principais eventos culturais e sociais do município.